# Geschichte Belizes

Wappen von Belize mit der lat. Umschrift „Im Schatten blühe ich auf“

Die Geschichte Belizes beschreibt die Geschichte des seit 1981 unabhängigen Staates Belize in Zentralamerika sowie die direkte Vorgeschichte dieses Staates als britische Kolonie bzw. Einflusszone ab dem späten 18. Jahrhundert, der vorangegangenen 300 Jahre spanischer Vorherrschaft und im knappen Überblick die Geschichte der indianischen Maya-Kulturen auf dem Staatsgebiet von Belize vor Ankunft der Europäer.

## Hochkultur der Maya

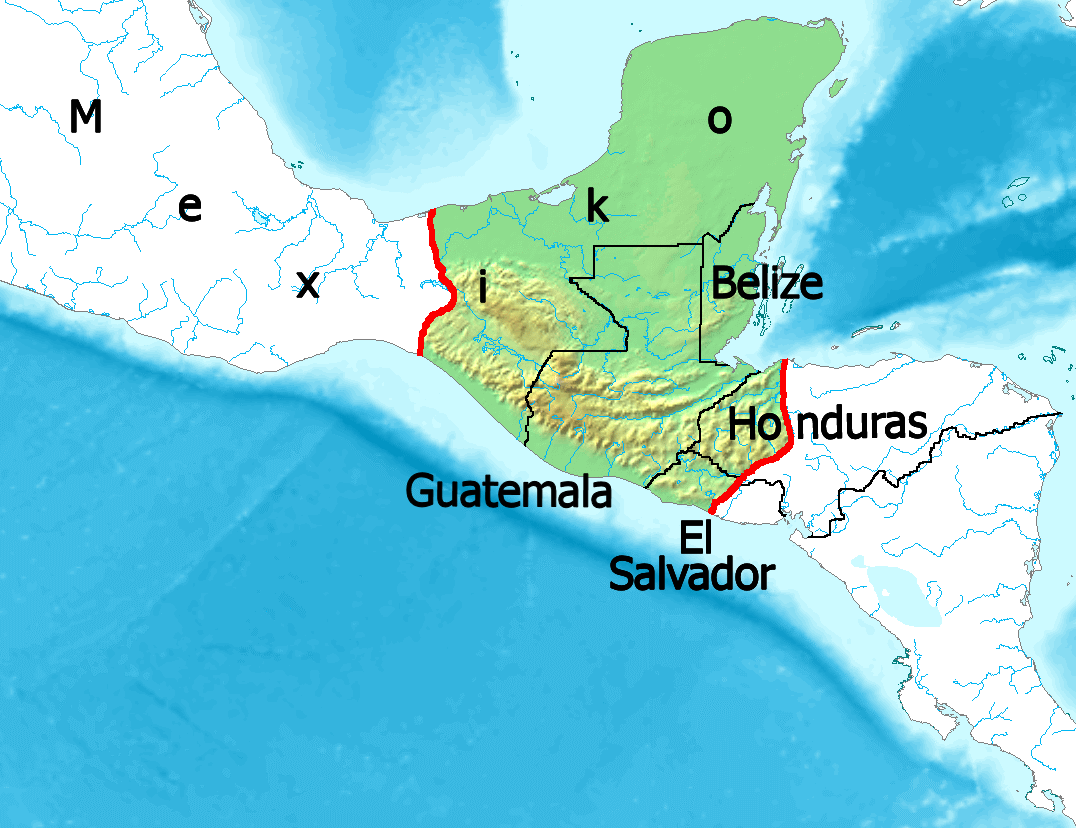
Ausdehnung der Mayazivilisation über die heutigen Staaten

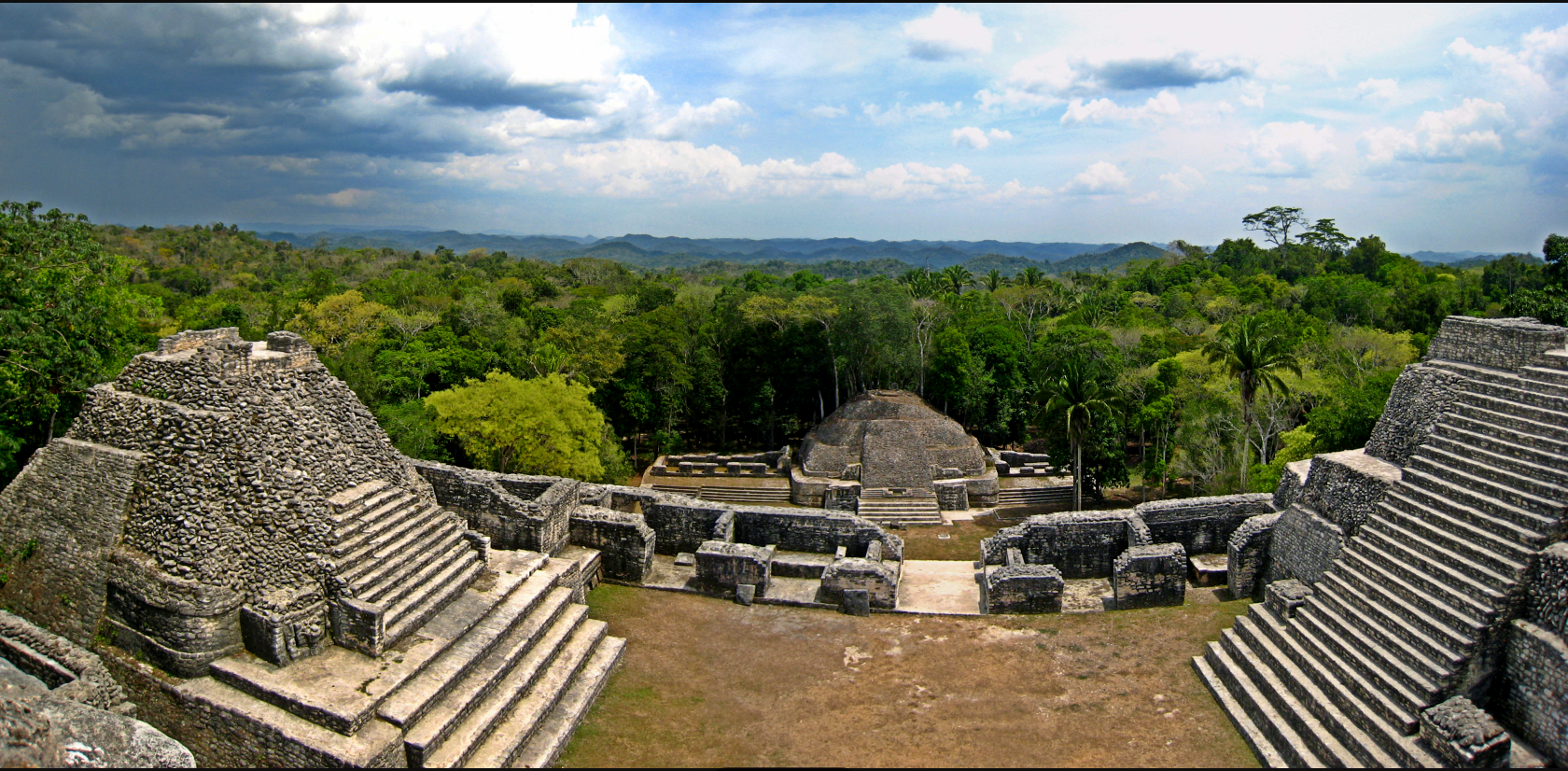
Caracol

Siehe auch Hauptartikel Maya
Seit etwa 2500 v. Chr. war die Region des heutigen Belize von den Maya besiedelt, deren Nachfahren heute noch im Land leben. Die grundlegenden Einrichtungen der Hochkultur der Maya entwickelten sich zwischen dieser Zeit und 250 n. Chr. Das Zentrum der Mayakultur verschob sich mehrfach im Lauf der 2000 Jahre ihres Bestehens, in der klassischen Periode war die Stadt Caracol im heutigen Belize, deren Ruinen heute noch eindrucksvoll sind, eines dieser Zentren. Bedeutende archäologische Funde wurden für die frühe Zeit in Cuello (Orange Walk District) gemacht. Während der „klassischen Zeit“ der Maya-Zivilisation (etwa 250 bis 900) entstanden zudem kulturelle Zentren in Altun Ha, Xunantunich, Cahal Pech, Lamanai, Lubaantun und El Pilar. Um das Jahr 900 kam es zu einem weitgehenden Zusammenbruch der Mayazivilisation, dessen Ursachen noch heute nicht genau geklärt sind.
Zwar lebten an Orten wie Altún Ha, Xunantunich oder Lamanai weiterhin Menschen, aber die Bevölkerungszahlen waren deutlich zurückgegangen und diese Orte hatten ihre Bedeutung als mächtige zeremonielle und politische Zentren verloren. Die ersten europäischen Entdecker trafen bei ihrer Ankunft an der Küste Belizes also weiterhin auf Maya-Bevölkerung, deren kulturelle und politische Einrichtungen hatten ihren Glanzpunkt allerdings bereits überschritten.

## Spanische Kolonialzeit
Anfang des 16. Jahrhunderts erreichten die Schiffe von Martín Alonso Pinzón und Juan Díaz de Solís, Kapitänen des Christoph Columbus, die Küsten von Belize, und 1525 zog der Konquistador Hernán Cortés auf dem Weg zur Eroberung von Honduras durch das südwestliche Belize. Im Lauf des 16. Jahrhunderts „befriedeten“ die Spanier die Region des heutigen Belize, das heißt, sie errichteten keine dauerhafte Herrschaft, vertrieben aber große Teile der Küstenbevölkerung ins Hochland. Neben dem militärischen Einsatz der Spanier waren es Seuchen wie die von ihnen eingeschleppten Pocken, die die Bevölkerung dezimierten und den organisierten Widerstand brachen. Die Stadt Tipu im zentralen Belize war eines der Zentren des Widerstandes gegen die Spanier. Im 17. Jahrhundert musste sie nur kurze Zeit spanische Besatzung dulden und konnte ihre Unabhängigkeit aufgrund der großen Entfernung vom Zentrum der Kolonialmacht in Yucatan weitgehend erhalten.
Zwar war das Land für die Europäer wegen des Holzes der Tropenwälder von Interesse, aber aufgrund des anhaltenden Widerstandes der Bewohner und der großteils unwegsamen Küsten und Bergregionen im Hinterland konzentrierten sie ihre Aktivitäten mehr auf die Gebiete der heutigen Länder Mexiko und Honduras, wo vor allem auch Gold und Silber zu erbeuten waren.
Um 1700 wendete sich das Blatt und 1707 verschleppten die Spanier etliche Einwohner Tipus und anderer Orte in Belize in die Sklaverei. Anschließend kam es zu einem Bürgerkrieg in der Region zwischen den Mozul Maya des südlichen Belize, die den Spaniern weiterhin offenen Widerstand leisteten, und den Maya von Tipu, die sich mit ihnen zu arrangieren suchten. 1708 vernichteten die Spanier mit Unterstützung von Tipu-Soldaten die Streitmacht der Mozul Maya und siedelten anschließend die letzten Bewohner Tipus an den Petén-Itzá-See um. Ab 1729 zogen sich die Spanier – ohne ihren Besitzanspruch aufzugeben – endgültig aus Belize zurück. Den Bewohnern war allerdings in der Zwischenzeit mit britischen Piraten ein neuer Feind erwachsen.

## Beginn britischer Einflussnahme und spanisch-britischer Rivalität

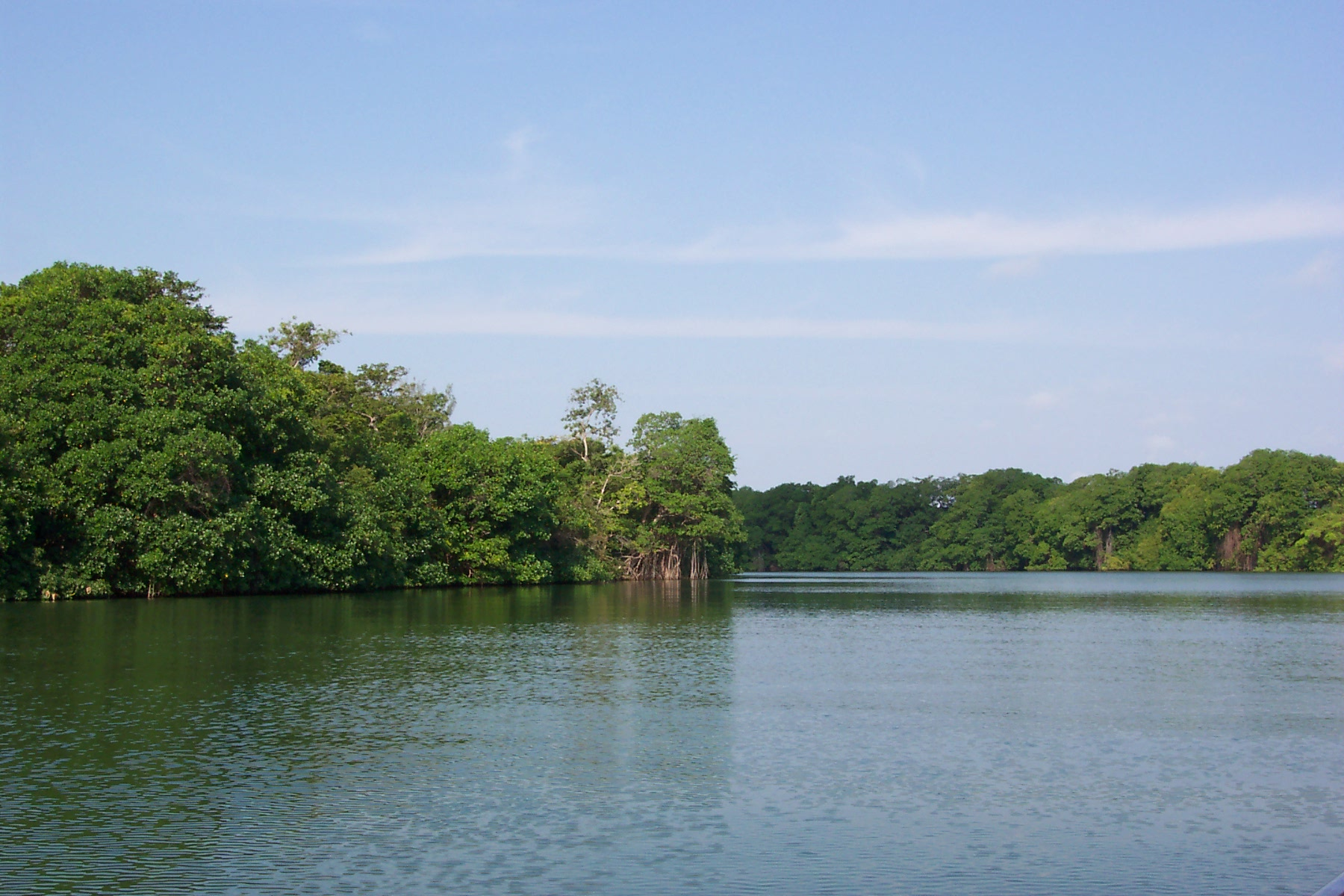
Der Belize River, Namensgeber des Staates

Die Küsten Belizes boten ein ideales Rückzugsgebiet für britische Piraten, die sogenannten Bukaniere, die von dort aus ihre Raubzüge gegen die spanischen Flotten unternahmen. An Land schlugen sie zudem seit Mitte des 17. Jahrhunderts bereits Blauholz, eine Baumart, die als Färbemittel verwendet wurde. Laut einer Legende wurde einer dieser Bukaniere, Peter Wallace genannt „Ballis“, 1638 zum Namensgeber des Belize River und damit zum Namensgeber des späteren Staates Belize.
Erst 1670 kam die Piraterie zum Erliegen, als Großbritannien und Spanien in Madrid einen Vertrag unterzeichneten, um diese Praxis zu beenden. Die Baymen, wie die Piraten oder Freibeuter genannt wurden, weil sie sich vornehmlich im Golf (Bay) von Honduras aufhielten, suchten nun gezwungenermaßen andere Einnahmequellen und fanden sie im Handel mit Blauholz. Während des 17. und 18. Jahrhunderts wurde die Kolonie wegen der wirtschaftlichen Rivalität und des spanischen Anspruchs auf das Gebiet mehrfach von benachbarten, spanischen Siedlern und Truppen angegriffen. 1763 erhielten die britischen Siedler mit dem Vertrag von Paris von Spanien die Erlaubnis, in einem bestimmten Teil Belizes Holz zu gewinnen. Der Vertrag konnte die Auseinandersetzungen zwischen Spanien und England jedoch nicht beilegen. Bei einem spanischen Angriff am 15. September 1779 wurde Belize City zerstört und viele Gefangene nach Havanna verschleppt. 1783 erhielten die Siedler mit dem Vertrag von Versailles wiederum die Erlaubnis zur Holznutzung. Nach dem Ausbruch eines weiteren Kolonialkrieges ab 1796 stieg die Zahl spanischer Angriffe aber wieder an. Mit Unterstützung der Royal Navy besiegten die britischen Siedler am 10. September 1798 in der Schlacht von St. George’s Caye eine spanische Flottille unter dem Kommando des Generalgouverneurs von Yucatán. Dieser spanische Angriff mit 30 Schiffen, 500 Seeleuten und 2000 Soldaten stellt den letzten Versuch Spaniens dar, den Briten die Kontrolle über das Gebiet zu entreißen.

## Sklaverei im 18. und frühen 19. Jahrhundert

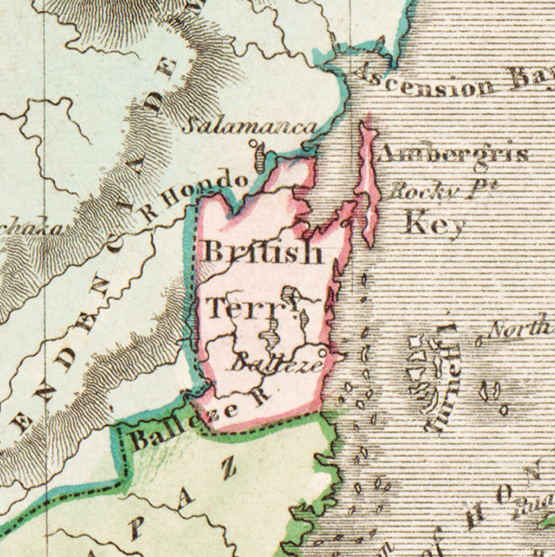
Karte des britischen Gebiets um Belize, 1831

Für rund hundert Jahre blieb die Holzwirtschaft die wichtigste Einnahmequelle der britischen Siedler in der Region. Mit der Waldarbeit einher ging bald auch Sklaverei. Ab dem 18. Jahrhundert begannen die europäischen Siedler damit, für diese harte Arbeit afrikanische Sklaven einzusetzen. Belize war allerdings immer noch formal unter spanischer Herrschaft und die Verträge verboten den britischen Siedlern, (arbeitsintensive) Plantagen anzulegen. Die Zahl der Sklaven im Land nahm jedoch zu, als das Schlagen von Blauholz durch die Gewinnung von Mahagoni verdrängt wurde. Bis 1790 betrug der Anteil von Sklavenarbeitern an der registrierten Gesamtbevölkerung, also ohne die nicht gezählten Maya, rund 75 %. Viele schwarze Sklaven entkamen im Lauf des 18. Jahrhunderts Richtung Guatemala und Honduras.
Erst 1833 wurde die Sklaverei im britischen Empire infolge der industriellen Revolution, die neue Produktionsverhältnisse schuf, abgeschafft. Während Sklavenhalter für den Verlust ihres „Eigentums“, gemeint waren die befreiten Sklaven, entschädigt wurden, erhielten letztere weder eine Entschädigung, noch durften sie Land erwerben. Die Briten federten die Auswirkungen der Abschaffung der Sklaverei durch eine Übergangsperiode von fünf Jahren ab. Diese Phase wurde „Ausbildungszeit“ (apprenticeship) genannt, durch sie sollten die ehemaligen Sklavenhalter die Kontrolle über die ehemaligen Sklaven behalten. Auch nach dieser Periode änderte sich an den tatsächlichen Machtverhältnissen zwischen Schwarz und Weiß wenig.
Darüber hinaus etablierte sich vor allem in der Holzindustrie schnell ein System der Schuldknechtschaft.

## Einwanderung der Garifuna
1802 erreichten die ersten 150 Garifuna Belize. Die Garifuna waren gemischter afrikanischer, Arawak- und Kariben-Abstammung und lebten ursprünglich auf der Insel St. Vincent, die 1783 durch den Vertrag von Versailles von den Briten übernommen worden war. Es kam dort bald zu Konflikten zwischen sklavenhaltenden Briten und den frei lebenden Garifuna, die Unterstützer in den mit Großbritannien konkurrierenden Franzosen fanden. Franzosen und Garifuna verloren diese Auseinandersetzung und 1796 zwangen die Briten 5000 Garifuna auf eine Insel vor Honduras. Nur 2500 davon überlebten diese Reise. Von hier aus gelangten sie mit spanischer Billigung an verschiedene Stellen der Festlandküste, so auch nach Belize. Nach einem Bürgerkrieg in Honduras, bei dem die Garifuna auf der Seite der Verlierer standen, wanderten noch einmal etliche von ihnen nach Belize ein, wo sie heute etwa 6 % der Bevölkerung stellen.
Die Briten diskriminierten die Garifuna in ähnlicher Weise wie die Maya, wiesen ihnen 1872 Reservate zu und verweigerten ihnen das Recht, Land zu erwerben.

## Britische Selbstverwaltung vor Etablierung der Kolonie
Das übrige Festland Mittelamerikas stand – mit Ausnahme der ebenfalls britischen Moskitoküste im heutigen Nicaragua, dessen Geschichte der Belizes ähnelte – bis Mitte des 19. Jahrhunderts unter spanischer Kolonialherrschaft. Zwar konnten die Spanier ihre Souveränität über Belize nie wirklich ausüben und gestanden den britischen Siedlern nach und nach immer weitgehender Kontrolle über ihr Siedlungsgebiet zu, die Briten vermieden jedoch lange eine formale Annexion Belizes, um die Spanier nicht zu provozieren. Die Siedler organisierten ihr Gemeinwesen daher weitgehend selbst.  Ab 1738 wählten sie eine Versammlung, die Gesetze erlassen konnte. 1765 wurden diese selbst gegebenen Gesetze und Regelungen kodifiziert und ausgeweitet zu einem Regelwerk mit der Bezeichnung Burnaby’s Code. In der Vereinbarung von London 1786 erlaubten die Briten den Siedlern, Tropenhölzer zu schlagen und zu exportieren, jedoch nicht, Befestigungen zu bauen, irgendeine Form von Regierung zu bilden oder Plantagenwirtschaft zu betreiben. Diese Vereinbarungen wurden jedoch in allen Punkten systematisch von den Siedlern gebrochen.
Spanien behielt die formale Herrschaft über Belize bis zum 10. September 1798, als es in der Schlacht von St. George’s Caye zur entscheidenden militärischen Niederlage der Spanier gegen die Briten kam. Nun stand das Land unter britischer Herrschaft, ohne dass sich am weitgehend unabhängigen und selbstbestimmten Leben der Siedler viel änderte.

### 1850–1871: Übergangszeit und Grenzfestlegung
1854 tat Großbritannien einen großen Schritt zur Schaffung formeller Kolonialstrukturen in der Siedlerkolonie, indem Belize eine Verfassung und eine gesetzgebende Versammlung erhielt. Die 18 Mitglieder dieser Versammlung mussten über ein festgelegtes Mindestvermögen von 400 Pfund Sterling und ein jährliches Mindesteinkommen verfügen. Sie war damit eindeutig eine Vertretung der reichen Siedlerfamilien. Der britische Superintendent durfte zudem drei der Mitglieder ernennen, die Versammlung jederzeit einberufen oder auflösen sowie seine Zustimmung zu den Gesetzen nach Belieben geben oder verweigern. Dadurch wurde das Kolonialamt in London zum wahren Herrscher der Kolonie.
Seit den 1820er Jahren hatten die Nachbargebiete Belizes ihre Unabhängigkeit von Spanien errungen, gleichzeitig war mit den USA eine neue Macht in Zentralamerika aufgetaucht. Überlegungen zum Bau eines Kanales zwischen Karibik und Pazifik führten 1850 zum sogenannten Clayton-Bulwer-Vertrag zwischen Großbritannien und den USA, in dem beide Seiten sich verpflichteten, jeden Versuch der Kolonisierung irgendeines Teiles Zentralamerikas zu unterlassen. Allerdings ließ der Vertrag offen, ob damit auch bereits kolonialisierte Gebiete wie etwa Belize gemeint waren. 1853 forderten die USA ganz im Sinne der Monroe-Doktrin Großbritannien zum Verlassen Belizes auf. 1856 erkannten die USA die britische Herrschaft über Belize dennoch an, und der in der späteren Nationalhymne Belizes erwähnte Fluss Sarstoon wurde als südliche Grenze zum neu entstandenen Nachbarstaat Guatemala festgelegt. Ein weiterer Vertrag 1859 beschrieb die westliche Grenze Belizes, womit der Gebietsstreit mit Guatemala allerdings nur vorübergehend geschlichtet war. Unklar blieb der Verlauf der Grenze zu Mexiko im Norden.

### Kastenkrieg und Widerstand der Maya
Von 1847 bis 1901 kam es auf der benachbarten Yucatán-Halbinsel zum so genannten Kastenkrieg (spanisch Guerra de Castas) zwischen den Maya und der spanischstämmigen Oberschicht. Die britischen Einwohner von Britisch-Honduras belieferten die aufständischen Maya mit Waffen und Munition, was ihnen eine willkommene Einnahmequelle eröffnete. Das Land wurde im Verlauf des Krieges zum Ziel von Flüchtlingen: zuerst von Mitgliedern der Oberschicht, die vor den Aufständischen flohen, und später, als sie wieder die Kontrolle erlangte, von Maya. Letztere nahmen als Bauern mit ihrem landwirtschaftlichen Können in der Folge großen Einfluss auf die Entwicklung der nördlichen Provinzen des Landes.
Bereits Ende des 18. Jahrhunderts hatte das Vordringen britischer Holzfäller ins Inland zu entschiedenem Widerstand der dort lebenden Mayas geführt. 1866 eskalierten diese Konflikte, als eine Mayagruppe unter Führung von Marcos Canul ein Mahagonifäller-Lager attackierte. Britische Truppen, die kurz darauf gegen die aufständischen Mayas ausrückten, wurden von Canuls Truppen besiegt. Im Jahr darauf gelang es den Briten, die Mayas aus ihren Dörfern zu vertreiben. 1870 aber schlugen diese zurück und besetzten die Stadt Corozal. Ein fehlgeschlagener Angriff der Maya auf Orange Walk am 31. August 1872, bei dem Marcos Canul fiel, stellt den letzten ernsthaften militärischen Angriff auf die britische Kolonie dar.

## Britisch-Honduras

### KronkolonieBritish Honduras

Flagge von Britisch-Honduras

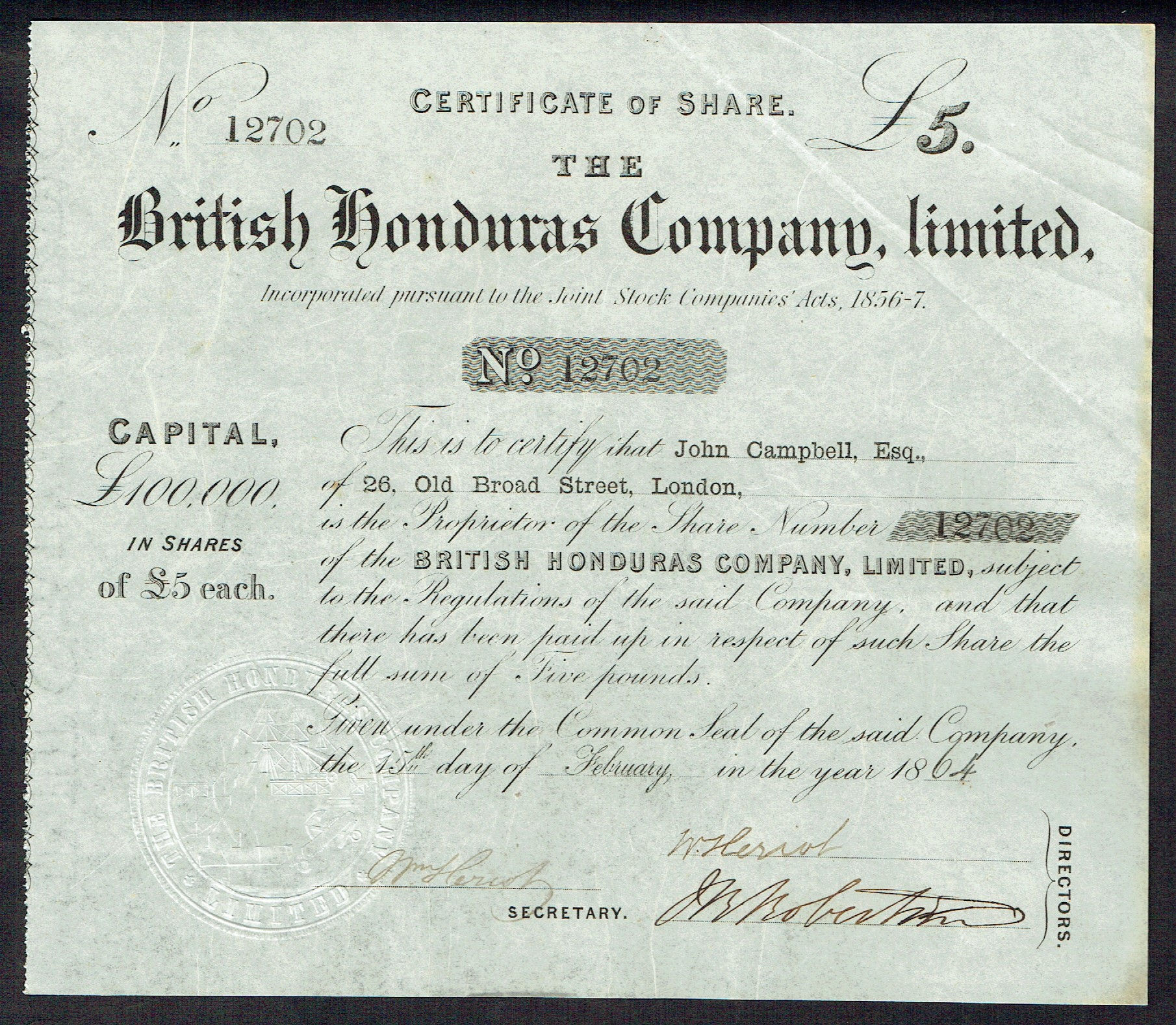
Aktie der British Honduras Company Ltd. vom 15. Februar 1864

Die Unfähigkeit der beiden Interessengruppen der Weißen in Belize – der weißen Plantagenbesitzer, die von den aufständischen Maya unmittelbar bedroht waren, und der Händler von Belize City – sich über die Kosten der Maßnahmen gegen die aufständischen Mayas zu verständigen, führten dazu, dass die Mitglieder der gesetzgebenden Versammlung schließlich auf ihre Eigenständigkeit verzichteten und um den Status einer britischen Kronkolonie baten. 1872 erhielt das spätere Belize offiziell Kolonialstatus und wurde zur britischen Kronkolonie British Honduras erklärt. Die alte Oberschicht einheimischer Großgrundbesitzer wurde zunehmend von britischen Kapitalgesellschaften abgelöst, und die British Honduras Company besaß bald etwa die Hälfte des gesamten privaten Landbesitzes. Um 1890 war die Wirtschaft des Landes überwiegend in den Händen zugereister schottischer und deutscher Unternehmer.
Allerdings begann sich auch der US-amerikanische Einfluss zunehmend zu etablieren. So sicherte sich Anfang des 20. Jahrhunderts die United Fruit Company Konzessionen auf gut 50 Quadratkilometer Land in der Region Stann Creek und erhielt dort eine vom Staat finanzierte Eisenbahnlinie. Allerdings zog sich das Unternehmen bis etwa 1920 wieder aus Belize zurück, nachdem die Panamakrankheit ihre Bananenplantagen vernichtet hatte. Die aufgegebenen Flächen wurden jedoch von einheimischen Großbauern übernommen und für den Plantagenanbau von Orangen, Grapefruits und Bananen genutzt. 1936 wurde dort eine Konservenfabrik eröffnet. Die Region Stann Creek wurde damit zu einem Ausgangspunkt für die Modernisierung und Professionalisierung der Landwirtschaft in Belize.

### Entstehung einer Zivilgesellschaft Mitte des 20. Jahrhunderts und Unabhängigkeitsbestrebungen
Der gesetzgebende Rat, die politische Vertretung der Kolonie, wurde bis weit ins 20. Jahrhundert hinein von Weißen dominiert, obwohl die ethnische Zusammensetzung Belizes bereits Ende des 19. Jahrhunderts der der heutigen Zeit ähnelte: Neben den Weißen gab es überwiegend protestantische Schwarze, die englisch oder englisch basiertes Kreolisch sprachen und zumeist in Belize City lebten, römisch-katholische Maya und Mestizen, die spanisch sprachen und überwiegend im Norden und Westen des Landes lebten und schließlich die römisch-katholischen Garifuna, die englisch oder spanisch sprachen und an der südlichen Küste siedelten. Doch erst 1927 gelangten zumindest die kreolischen Händler im gesetzgebenden Rat zu Einfluss.
Zu Beginn des 20. Jahrhunderts wuchs der Widerstand vor allem der nicht-europäischen Bevölkerung gegen die britischen Kolonialherren. Soldaten, die während des Ersten Weltkrieges in der britischen Armee dienten, wurden dort wegen ihrer Hautfarbe bloß in Arbeitslagern eingesetzt, was die Unzufriedenheit weiter verstärkte. Die Arbeiter in den Holzfällerlagern lebten unter sklavereiähnlichen Zuständen, und das Arbeitsgesetz von 1883, der Masters and Servants Act („Gesetz über Herr und Diener“), machte den Bruch eines Arbeitsvertrages zu einem kriminellen Akt und galt bis 1943. Ende des 19. Jahrhunderts handelte es bei fast 40 Prozent aller Häftlinge um Schuldknechte, die vor ihren Gläubiger-Arbeitgebern geflohen waren. Der Zusammenbruch des internationalen Holzhandels als Folge der Great Depression und ein Wirbelsturm, der 1931 die Hauptstadt verwüstete und rund eintausend Menschen tötete, verschärften die wirtschaftliche und soziale Lage weiter und heizten zunehmende öffentliche Proteste an.
Als der Gouverneur 1931 Vorschläge zur Zulassung von Gewerkschaften, Einführung eines Mindestlohnes und von Krankenversicherungen ablehnte, kam es ab 1934 zu einer Serie von Demonstrationen, Streiks und Aufständen, die als Geburtsstunde der modernen Unabhängigkeitsbewegung angesehen werden können. Unter diesem Druck gewährte die Kolonialregierung begrenzte Reformen. Fünf der zwölf Sitze im Gesetzgebungsrat wurden von da an per Wahl bestimmt, wobei aber nur 822 Einwohner wahlberechtigt waren. 1941 wurden Gewerkschaften zugelassen, und die 1943 registrierte General Worker’s Union (GWU) entwickelte sich bald zu einer landesweiten Organisation. Während des Zweiten Weltkriegs kam es zu einer umfangreichen Emigration von Männern geprägt, die sich meist der britischen Armee anschlossen oder am Panamakanal arbeiteten. Ihre Rückkehr nach Kriegsende verschärfte die Arbeitslosigkeit und damit die sozialen Probleme im Land erneut und verschaffte der GWU einen hohen Zulauf. Eine Abwertung der Währung gegenüber dem US-Dollar verschärfte 1949 die Proteste und führte zu einer Hinwendung der GWU zu allgemeinpolitischen Themen, über die bisher zentralen Forderungen nach höheren Löhnen und besseren Arbeitsbedingungen hinaus.
1950 entwickelte sich im Umfeld der GWU die nationalistische People’s United Party (PUP). Ziele der PUP waren u. a. die Einführung des allgemeinen Erwachsenenwahlrechtes ohne den bis dahin gültigen Test der Schreibkundigkeit, ein allgemein gewählter Gesetzgebender Rat und die Beschneidung der Rechte des Gouverneurs. 1952 errang die PUP unter der Führung von George Cadle Price in Belize City den Wahlsieg, obwohl die Kolonialverwaltung die PUP als pro-kommunistisch und pro-guatemaltekisch darstellte. 1954 wurden erstmals allgemeine Wahlen ohne Einschränkung von Bildungsstand und Vermögen abgehalten, und die PUP errang mit 66,3 % der Stimmen bei hoher Wahlbeteiligung einen überragenden Sieg, der ein klares Votum für eine Selbstständigkeit des Landes darstellte.
Zugleich differenzierte sich das politische System. Aus einer 1956 erfolgten Spaltung der PUP ging eine rechtsliberale Bewegung hervor, die sich schließlich 1973 als United Democratic Party (UDP) formierte. Die unter Price verbleibende PUP schärfte ihr linksliberales Profil.
Nach dem Zweiten Weltkrieg leitete die Regierung einen grundlegenden Umbau der Wirtschaftspolitik ein. Nachdem zuvor insbesondere ausländische Investitionen in die Agrar- und Forstindustrie gefördert worden waren, lag der Schwerpunkt nun zunehmend auf der inländischen Landwirtschaft. Insbesondere der Anbau von Zuckerrohr und anderen Cash Crops wurde unterstützt. Ende der 1960er Jahre eröffnete das britische Unternehmen Tate and Lyle zwei Fabriken. Zusammen mit dem kurz darauf einsetzenden Anstieg der Weltmarktpreise führte dies insbesondere im Norden des Landes zu einem Aufschwung der Zuckerbranche. Darüber hinaus förderte die Regierung den Anbau von Zitrusfrüchten und die Produktion von Saftkonzentrat sowie von 1969 an den Bananenanbau in Staatsbetrieben insbesondere im Süden des Landes.

## Unabhängigkeit

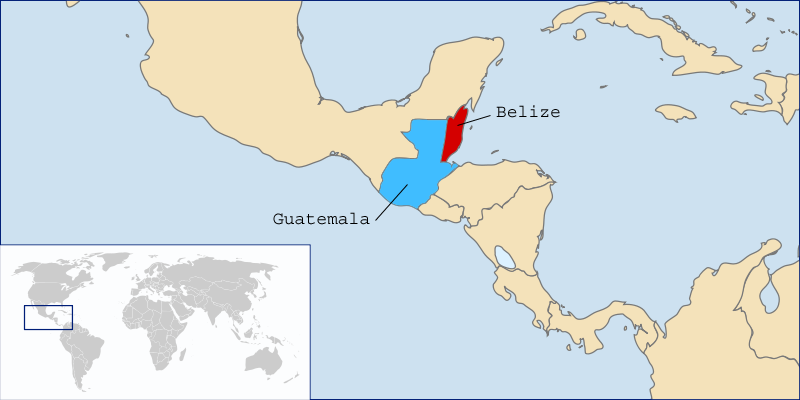
Belize und Guatemala

1961 errang die PUP in der Wahl zu einer neu formierten gesetzgebenden Versammlung alle 18 Sitze. Dieses klare Ergebnis zwang Großbritannien, Britisch-Honduras in die Unabhängigkeit zu entlassen. Ab 1964 beschränkte sich die Kontrolle der Briten auf die Verteidigung der Kolonie, deren auswärtige Angelegenheiten, innere Sicherheit und bestimmte Angelegenheiten des Öffentlichen Dienstes. Am 1. Juni 1973 wurde der Name British Honduras in Vorwegnahme der Unabhängigkeit bereits in Belize geändert. 1978 wurde die Belize Defence Force als Militär gegründet.
Als größtes Hindernis auf dem Weg in die Unabhängigkeit stellte sich seit den frühen 1960er Jahren die Ansprüche des Nachbarlandes Guatemala auf Belize heraus, die auf Unklarheiten im Grenzvertrag von 1859 beruhten. Jahrzehntelang verhandelten die britische und guatemaltekische Regierung mit vielfachen Unterbrechungen über das Schicksal Belizes. Auch die USA beteiligte sich erfolglos als Vermittler. George Price lehnte unter anderem den Vorschlag ab, Belize zu einem „Assoziierten Staat“ Guatemalas zu machen. Nur der Verbleib und die mehrfache Verstärkung britischer Truppen in Belize (insbesondere angesichts angedrohter Invasionen 1948, 1972 und 1975) hielt Guatemala von einem militärischen Vorgehen ab. Im November 1980 war Guatemala schließlich völlig isoliert, und der Sicherheitsrat der Vereinten Nationen erließ Resolution 491, die die Unabhängigkeit von Belize forderte. Ohne eine Übereinkunft mit Guatemala erzielt zu haben, wurde Belize am 21. September 1981 unabhängig.
Die frühen 1980er Jahre waren auch von wirtschaftlichen Krisen geprägt. Ein rascher Preisverfall des Weltmarktpreises von Zucker, ausgelöst zum Teil durch die Verbreitung von Zuckerersatzstoffen, traf die Zuckerbauern und Weiterverarbeitungsbetriebe. Tate and Lyle schloss seinen größten Verarbeitungsbetrieb und verließ 1985 Belize. Etwa zu diesem Zeitpunkt wurde die staatliche Bananenindustrie privatisiert. In den 1990er Jahren folgte ein Preisverfall auch bei Bananen und Zitrusfrüchte. Insbesondere im Bananenanbau war das Lohnniveau bereits vorher gesunken, weil die Betriebe zunehmend Einwanderer aus den Nachbarländern zu deutlich niedrigeren Löhnen einstellten. 1990 stellten Bananen, Zucker und Zitrusfrüchte noch rund 60 Prozent des Exportvolumens. Bis 2016 fiel dieser Wert auf 44 Prozent. Bei den Grundnahrungsmitteln Mais, Reis und Bohnen erreichte Belize bis Ende der 1970er Jahre durch eine staatlich strikt gelenkte Wirtschaft und Preisbildung sowie Subventionen für Kleinbauern eine vollständige Selbstversorgung. Diese Subventionen ließen sich nach dem Einbruch der Zuckerindustrie zunehmend schlechter finanzieren, so dass Belize von 1984 an den Markt für Grundnahrungsmittel auf Betreiben des Internationalen Währungsfonds zunehmend deregulierte.

## Jüngste Geschichte

Flagge von Belize

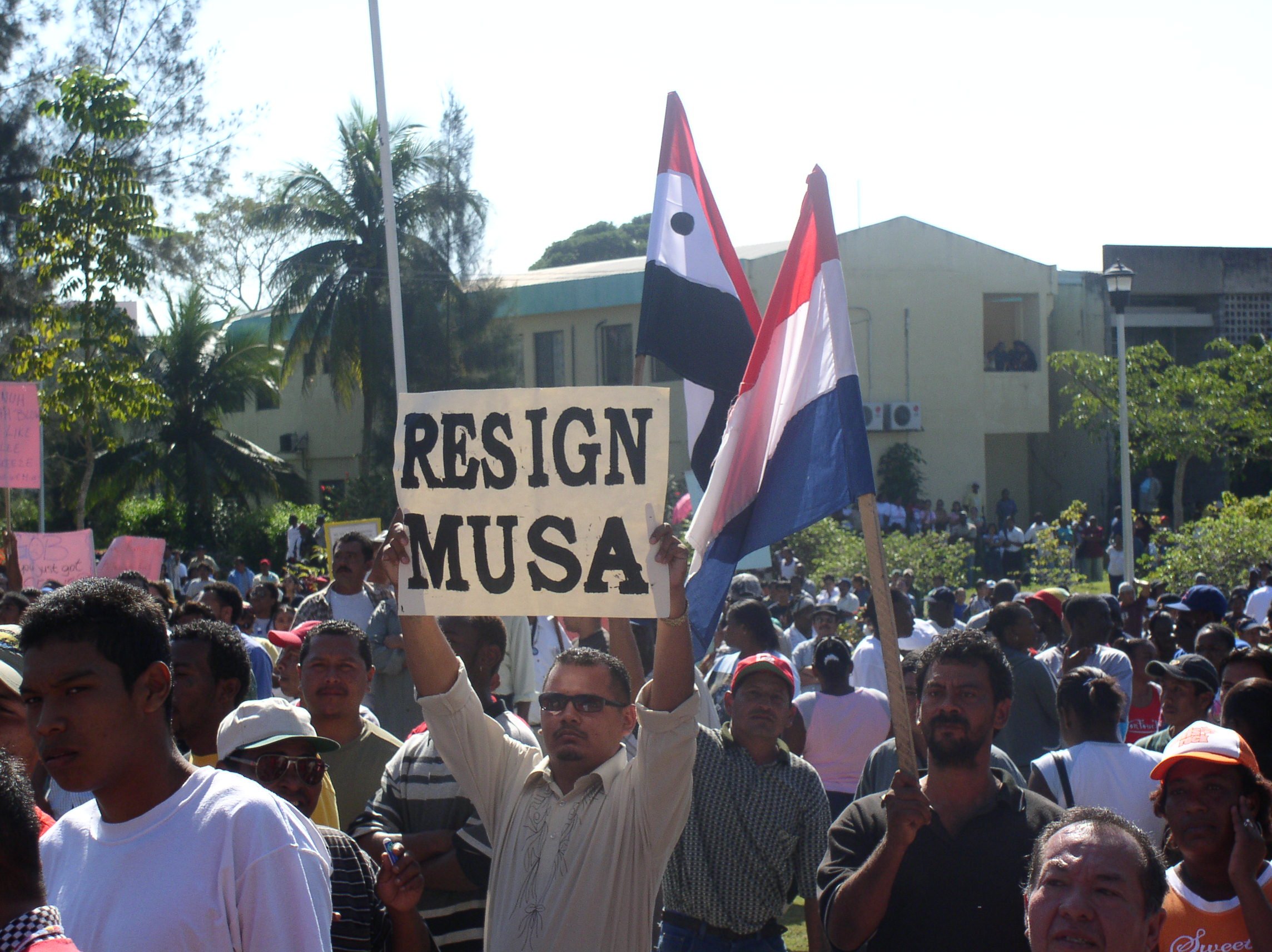
Unruhen in Belize, 21. Januar 2005

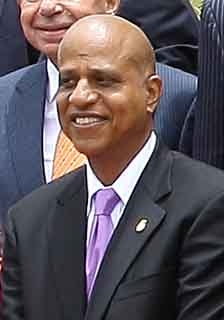
Premierminister seit 2008: Dean Barrow

Das Verhältnis zum Nachbarland Guatemala blieb problematisch. Erst 1992 unterzeichnete die guatemaltekische Regierung einen Vertrag, der zwar Belizes Unabhängigkeit anerkannte, aber nicht die Ansprüche auf Gebiete im Westen des Landes klärte. 1994 zog Großbritannien daraufhin seine letzten Truppen aus Belize bis auf einige Ausbildungssoldaten ab. In einer Erklärung von 1999 bekräftigte Guatemala seine Ansprüche erneut und konkretisierte sie auf rund 53 Prozent der Landesfläche Belizes. Seit 2000 finden Verhandlungen zwischen den beiden Ländern statt, in denen Guatemala ein Seezugang über Belize ermöglicht werden soll. Zugleich verschärft seit den 1990er Jahren die verstärkte illegale Ansiedlung guatemaltekischer Bauern und Holzfäller im Westen Belizes die Spannungen. Nach knapp ausgefallenen Volksabstimmungen in beiden Ländern folgten die Regierungen beider Länder einem Vorschlag der Organisation Amerikanischer Staaten und riefen den Internationalen Gerichtshof zwecks Klärung ihrer Grenzfragen an. Im Juni 2019 nahm der Gerichtshof diese Anrufung formal an.
In den ersten Parlamentswahlen nach der Unabhängigkeit 1984 siegte die UDP überlegen; Premierminister wurde Manuel Esquivel. Belize lehnte sich daraufhin an die USA an und unterstützte die Mittelamerikapolitik von Ronald Reagan. Fünf Jahre später übernahm erneut Price das Amt des Regierungschefs, 1993 musste er es wiederum Esquivel und der UDP überlassen. Entlassungen im öffentlichen Dienst und Preissteigerungen führten 1998 zu einem überwältigenden Wahlsieg der People’s United Party (PUP). Neuer Premier wurde Said W. Musa. Seine Wiederwahl 2003 verdankte er vor allem umfangreichen Infrastrukturmaßnahmen sowie der Schaffung von Wohnraum und Arbeitsplätzen. Dies trieb jedoch die Staatsverschuldung in die Höhe, sodass sich die Regierung 2004 gezwungen sah, ein Sparprogramm aufzulegen. Zugleich hatte Musa ein neoliberales Wirtschaftsprogramm verfolgt, das vor allem den Tourismus, Offshore-Finanzdienstleistungen und die Privatisierung von Staatsunternehmen umfasste.
Belize blieb von Kriegen und Bürgerkriegen, wie sie andere mittel- und südamerikanische Länder durchlebten, weitgehend verschont. Doch kam es Anfang 2005 aufgrund der Situation des Staatshaushalts und wegen geplanter Steuererhöhungen zu Unruhen.
Im Februar 2008 wurde die PUP durch einen Erdrutschsieg der UDP abgelöst. Amtierender Premierminister ist Dean Barrow, der damit der erste schwarze Premierminister des Landes ist.
Angesichts zurückgehender Weltmarktpreise für viele Landwirtschaftsprodukte baute die Regierung von den 1990er Jahren an den Tourismus deutlich aus. Von 1992 bis 2017 stieg die Zahl der jährlichen touristischen Besucher von 247.000 auf rund 1,3 Millionen Menschen.